# Bremgarten (huyện)
Huyện Bremgarten (tiếng Pháp: District du Bremgarten, tiếng Đức: Bezirk Bremgarten) là một huyện hành chính của Thụy Sĩ. Huyện này thuộc bang Aargau. Huyện Bremgarten có diện tích 117 km², dân số theo thống kê của cục thống kê Thụy Sĩ năm 1999 là 60464 người. Trung tâm của huyện đóng ở Bremgarten. Mã của huyện là 1903.